# Marco Pantani
Marco Pantani (1970. január 13. – 2004. február 14.) olasz profi kerékpáros. 1998-ban megnyerte a Giro d’Italiá-t és a Tour de France-t is. 2004-ben kábítószer-túladagolás következtében elhunyt. Kopasz feje és elálló fülei miatt a rajongók Kis Elefántnak (Elefantino) becézték, majd később a Kalóz (Il Pirata) becenevet kapta tőlük fülbevalói és fejkendője miatt.

## Pályafutása
Pantani a profik között 1992-ben mutatkozott be, és bemutatkozása után két évvel már második helyezést ért el a Giro d’Italián, és összetett harmadik lett a Tour de France-on. 1995-ben ismerte meg a világ, amikor a Giro d’Italia és a Tour de France hegyi szakaszain többször indított támadást a spanyol Miguel Indurain, kerékpáros-legenda ellen. 1995-ben a kolumbiai világbajnokság mezőnyversenyén bronzérmet szerzett. Ugyanebben az évben a Milánó és Torino közötti szakaszon gépkocsival ütközött.
1997 februári visszatérése után három hónappal súlyos baleset következtében kórházba került. A balesetet egy előtte átfutó macska okozta. Miután felépült rajthoz állt a Tour de France-on, melyen két hegyi szakaszt megnyert és összetett harmadik helyet ért el.
1998-ban egy éven belül megnyerte a Giro d’Italiát és a Tour de France-ot, ez utóbbit 33 év után első olasz kerékpárosként.
1999-től 2001-ig több alkalommal kapták doppingvétségen. 1999-ben a Giro d’Italia befejezése előtt két szakasszal zárták ki, 2000-ben hat hónapra tiltották el, 2001-ben a Girón elvégzett razzia során szállodai szobájában a tiltólistán szereplő inzulint találtak a rendőrök. A vétségek miatt az Olasz Olimpiai Bizottság (CONI) antidopping testülete 2002-ben négy évre szóló eltiltását javasolta, csapatát pedig nem hívták meg a Tour de France-ra. A 2001-es Girón történtek miatt nyolc hónapos eltiltást kapott, de fellebbezését elfogadták. A Nemzetközi Kerékpáros Szövetség (UCI) a nemzetközi Sportdöntőbírósághoz (CAS) fordult, hogy állítsa vissza az eredeti büntetést, ám a CAS az eltiltás tartamát hat hónapra csökkentette.
2003-ban a Tour de France szervezői nem adták meg neki a szabadkártyát. Júniusban egy klinikára vonult be Padova mellett, depressziójának és kábítószer-függőségének kezelésére, és júliusban már elkezdte az edzéseket. Az 1999-es Girón történtekkel kapcsolatos vádak alól a biróság felmentette.

## Halála
2004. február 14-én holtan találták rimini szállodaszobájában. Halálát agyi és tüdőödéma okozta. Szobájában négy különböző antidepresszáns dobozára bukkantak, amelyek közül több üres volt. Ezek alapján valószínűsíthető, hogy a kerékpáros - tudatosan vagy véletlenül - túladagolta a szereket.

## Aktuális
2006 nyarán nyitott meg a „Kalóz” szülővárosában Cesenatico-ban Spacio Pantani, a neki szentelt múzeum.
A 2010-es Giro d’Italia áthaladt a legendás kerékpáros szülővárosán.